# Tamanjangatan
Tamanjangatan  (armeniska: Թամանյան Փողոց), är en parkliknande gågata i distriktet Kentron i Jerevan i Armenien. Gatan har sitt namn efter stadsarkitekten Alexander Tamanjan. En staty över Tamanjan av Artashes Hovsepyan (född 1931) finns sedan 1974 vid gatans södra ände. 
Den 200 meter långa och 55 meter breda gågatan är en fortsättning av gågatan Norra avenyn och förbinder Kaskaden i norr med Moskvagatan i söder.
Cafesjians konstmuseum ligger vid gatan och Tamanjangatans skulpturpark ligger sedan 2009 utmed gatan i dess mitt. 
Även Museet för rysk konst ligger vid gatan.

## Bildgalleri

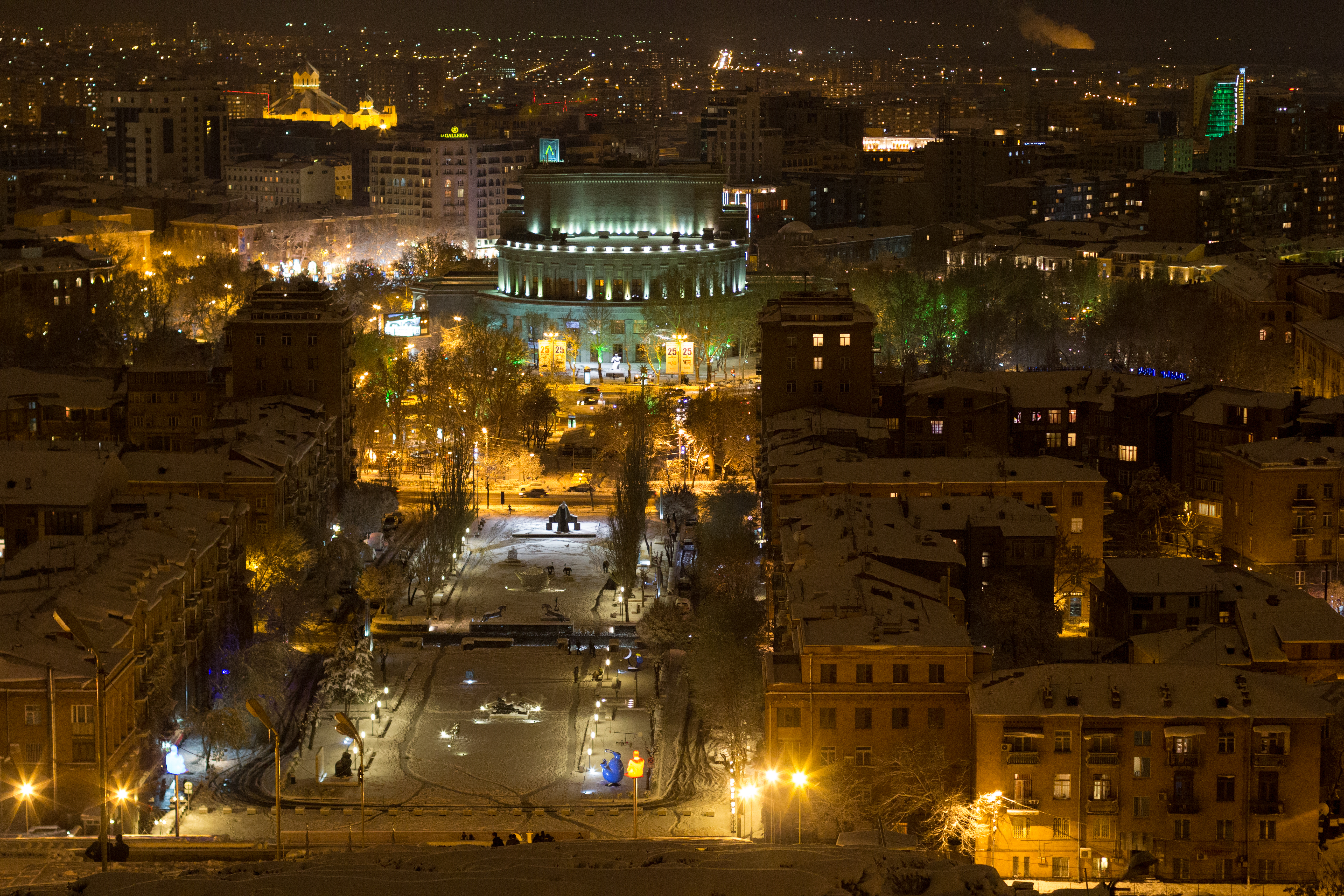
Tamanjangatan på natten
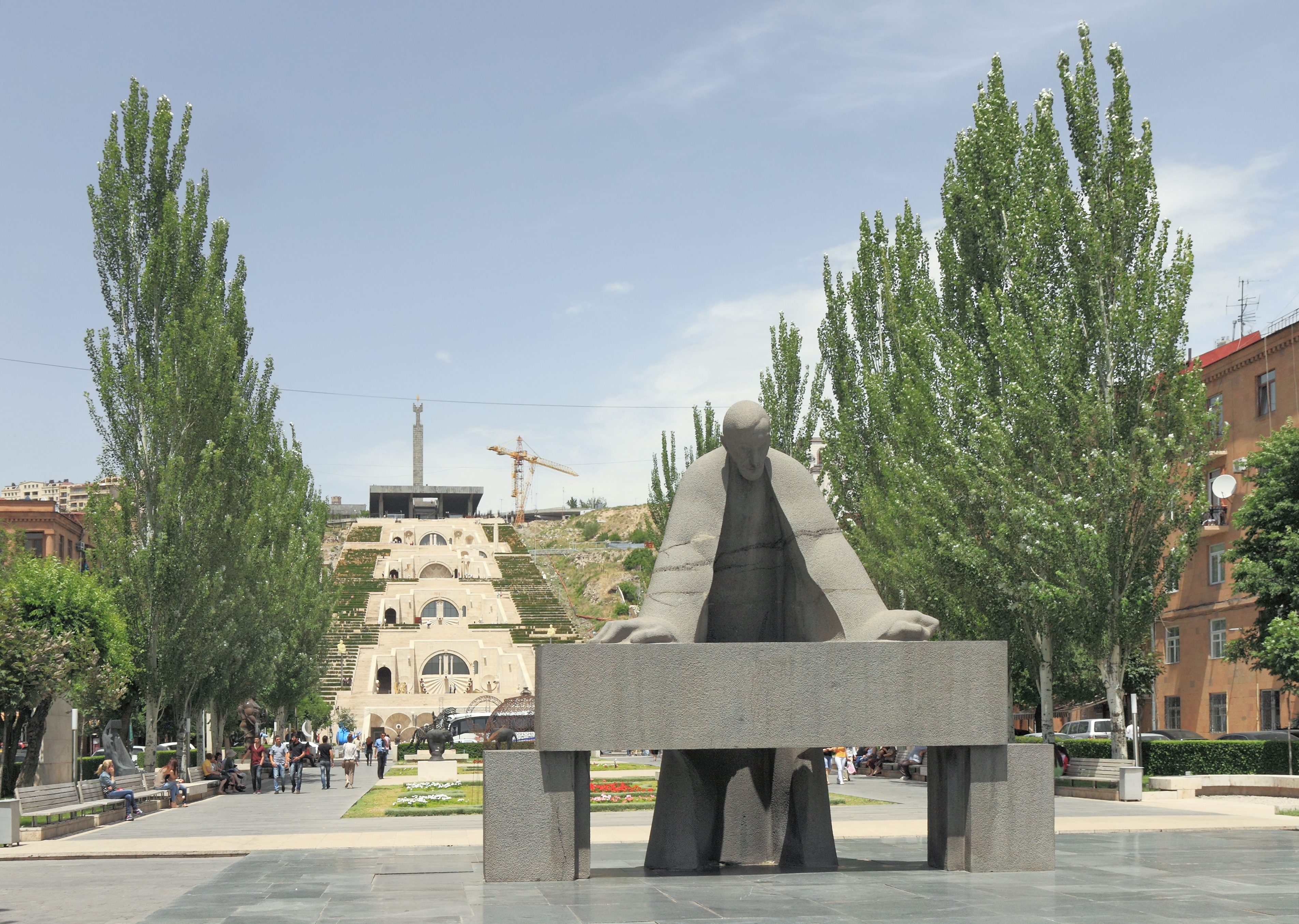
Staty över Alexander Tamanjan av Artashes Hovsepjan
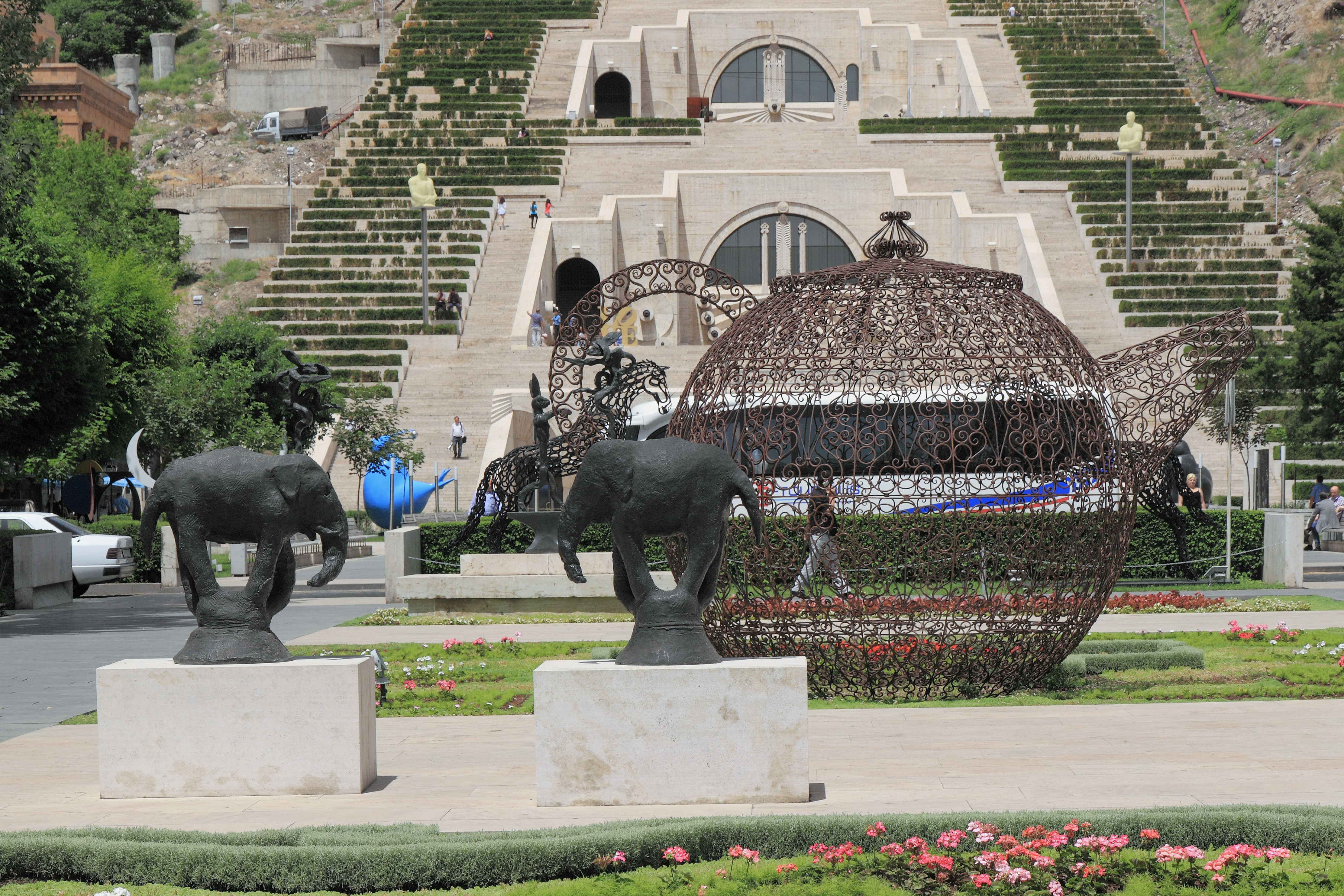
Skulpturer i Tamanjangatans skulpturpark
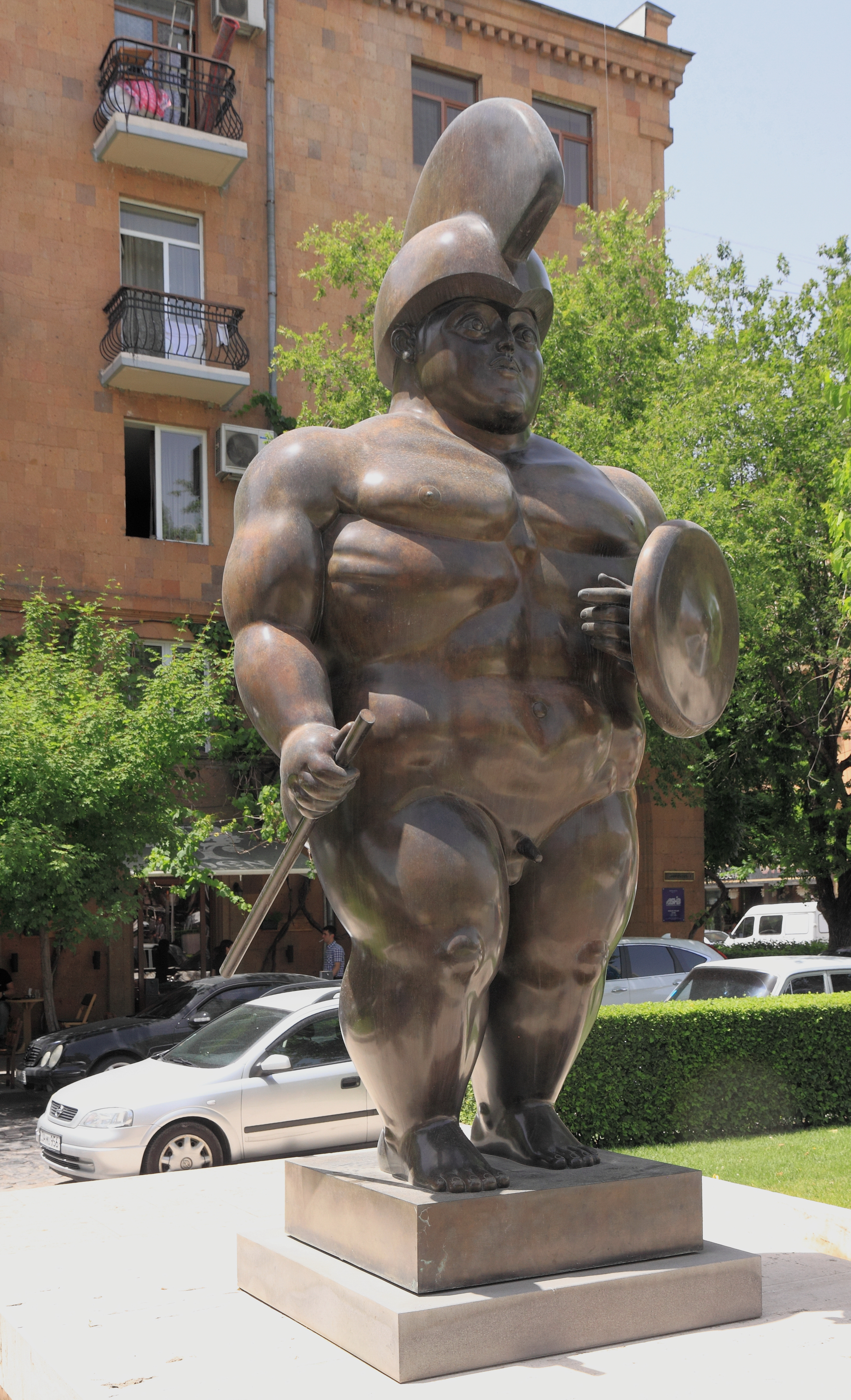
Romersk krigare av Fernando Botero
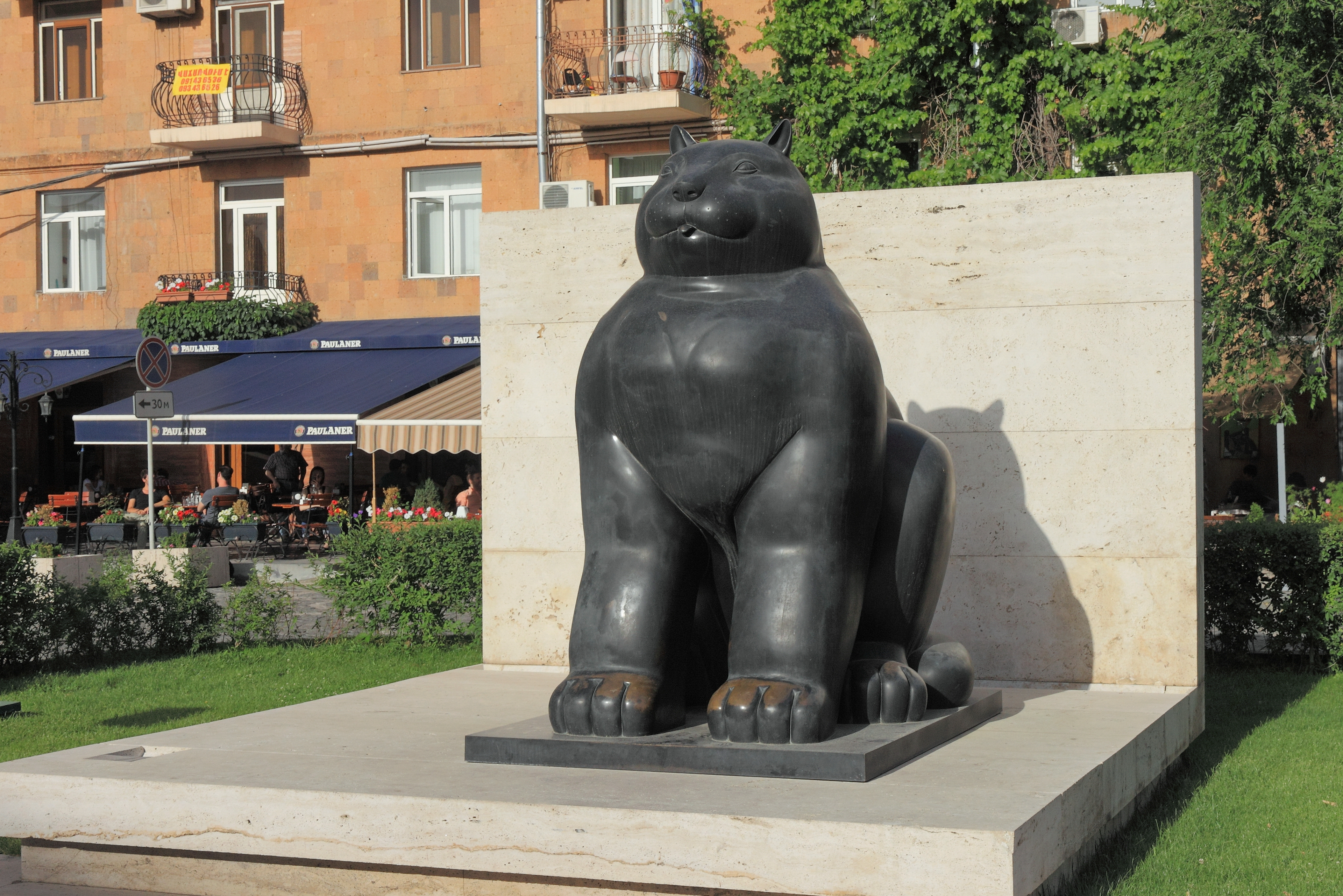
Katt av Fernando Botero